# Kerstin Lindblad-Toh
Kerstin Lindblad-Toh es una científica en genómica comparada, especializada en genética de mamíferos. Es directora científica de genómica de vertebrados en el Broad Institute, profesora invitada del Departamento de Bioquímica Médica y Microbiología de la Universidad de Uppsala y codirectora del programa de secuenciación y análisis del genoma del Instituto Broad del MIT y Harvard. Lindblad-Toh es miembro de la Academia Nacional de Ciencias de los Estados Unidos y de la Real Academia Sueca de Ciencias.

## Trayectoria
Lindblad-Toh nació en 1970 en Suecia. Estudió biología molecular y obtuvo su licenciatura en el Instituto Karolinska donde se doctoró en genética médica en 1998, tras una beca del Svenska Institutet para investigar en el extranjero. Trabajó en varios proyectos como becaria en el Whitehead Institute/MIT Center for Genome Research junto con Eric Lander, entre ellos el descubrimiento de SNP de ratón, el desarrollo de tecnologías de genotipado y estudios de asociación a enfermedades humanas. En 2002, fue coautora del artículo que describe la secuencia inicial del genoma del ratón, y en 2005 publicó la primera secuencia del genoma del perro doméstico.
En 2010, junto con Mathias Uhlén, creó el centro de investigaciones Science for Life Laboratory (SciLifeLab) y ejerció de codirectora hasta 2015. Como líder de la Iniciativa del genoma de mamíferos del Broad Institute, ha liderado el trabajo de secuenciar y analizar los genomas de varios mamíferos, entre ellos el ratón, perro, chimpancé, caballo, conejo y zarigüeya. Ha investigado extensamente sobre la genética de los perros, identificando genes y variantes genéticas importantes en la susceptibilidad, morfología y comportamiento de las enfermedades. 
Es revisora de varias revistas, entre ellas Nature y Genome Research, y ha dirigido varias publicaciones de secuenciación del genoma animal, la mayoría de las cuales tienen como objetivo comprender el genoma humano.

## Premios y reconocimientos
- Premio europeo para jóvenes investigadores EURYI (European Young Investigator Awards), 2007.[3][4]
- Premio Fernström, 2009.
- Premio Thuréus, 2010.
- Miembro electo de la Real Academia de Ciencias de Suecia, 2012.
- Becario Wallenberg, 2013.
- Distinguido profesor Grant, Consejo Sueco de Investigación, 2014.
- Premio Göran Gustafsson, 2013.[5]
- Premio Björkén, 2017.
- Premio Olof Rudbeck, 2019.[6]
- Doctorado honoris causa en veterinaria por la Facultad de Medicina Veterinaria y Zootecnia de la Universidad Sueca de Ciencias Agrícolas, 2019.
- Elegida miembro de la Academia Nacional de Ciencias de los Estados Unidos, 2020.